# Златка велика соснова
Златка велика соснова (Chalcophora mariana) — жук родини златок, один із видів великого роду Chalcophora. Зустрічається в соснових лісах, личинка живиться мертвою деревиною сосни. Поширений в помірній зоні Європи, Північній Африці, Туреччині, Ірані, Західному Сибіру. Вважається шкідником технічної деревини в Європі.

## Опис
Великий довгастої форми жук, довжина тіла 2,1-3,2 см. Темнобронзовий, надкрила та передньоспинка з поздовжніми килями, на надкрилах також розташовані ямки, а на передньоспинці між килями поздовжні вдавлення. На надкрилах 4 ямки, як і проміжки між килями мідно-золотисті. Щиток маленький, круглястий. Стегна передніх ніг без зубця на внутрішньому краї. 1-й членик задньої ноги такої ж довжини, як і 2-й та 3-й, узяті разом. Кігтики на ногах прості.

## Спосіб життя
Личинка розвивається в мертвій деревині та заболоні повалених дерев роду сосна (сосна звичайна, сосна Веймута) або пнів впродовж 3-5 років. Личинка формує собі під корою зимувальну камеру, де заляльковується. Імаго виходять у травні, літають до серпня.

## Поширення
Розповсюджена в континентальній Європі від Португалії до України та Росії, в Скандинавії, на Балканах, в Італії, також в Алжирі та Марокко, Туреччині, Ірані, Іраку. В Україні поширений практично по всій території.

## Значення для людини
Вважається одним з найважливіших шкідників технічної деревини в Європі.
Златку внесено до Червоної книги Республіки Карелія (Росія).